# P. J. Vinod
Pulimootil Joseph Vinod (* 3. April 1979) ist ein ehemaliger indischer Leichtathlet, der sich auf den Zehnkampf spezialisiert hat. Seinen größten Erfolg feierte er mit dem Titel im Siebenkampf bei den Hallenasienmeisterschaften 2008 in Doha.

## Karriere
Erste internationale Erfahrungen sammelte P. J. Vinod im Jahr 2003, als er bei den Asienmeisterschaften in Manila mit 6833 Punkten den neunten Platz im Zehnkampf belegte. Im Jahr darauf gelangte er bei den erstmals ausgetragenen Hallenasienmeisterschaften in Teheran mit 5167 Punkten auf den vierten Platz im Siebenkampf und stellte mit dieser Marke einen neuen indischen Landesrekord auf. 2006 wurde er bei den Asienspielen in Doha mit 7295 Punkten Siebter und im Jahr darauf erreichte er bei den Asienmeisterschaften in Amman mit 7441 Punkten Rang vier. 2008 siegte er mit 5561 Punkten bei den Hallenasienmeisterschaften in Doha und verbesserte damit seinen eigenen Landesrekord deutlich. Im Jahr darauf wurde er bei den Hallenasienspielen in Hanoi mit 5416 Punkten Vierter und 2010 gewann er bei den Hallenasienmeisterschaften in Teheran mit 4981 Punkten die Bronzemedaille hinter den Iranern Hadi Sepehrzad und Abdoljalil Tomaj. Anschließend erreichte er bei den Commonwealth Games in Neu-Delhi mit 7130 Punkten Rang zehn und musste dann seinen Wettkampf bei den Asienspielen in Guangzhou vorzeitig beenden. 2012 belegte er bei den Hallenasienmeisterschaften in Hangzhou mit 4907 Punkten den vierten Platz und bestritt dann im April in Patiala seinen letzten offiziellen Wettkampf, woraufhin er seine aktive sportliche Karriere im Alter von 33 Jahren beendete. 
In den Jahren 2006, 2009 und 2010 wurde Vinod indischer Meister im Zehnkampf. 

## Persönliche Bestleistungen
- Zehnkampf: 7441 Punkte: 28. Juli 2007 in Amman
  - Siebenkampf (Halle): 5561 Punkte, 16. Februar 2008 in Doha